# Sesso, bugie e... difetti di fabbrica
Sesso bugie... e difetti di fabbrica (Baby on Board)  è un film del 2009 diretto da Brian Herzlinger.
Commedia statunitense con protagonisti Heather Graham, John Corbett, Jerry O'Connell e Lara Flynn Boyle.

## Trama
Una coppia di giovani, un avvocato divorzista e una pubblicitaria si ritrova ad avere una serie di contrasti proprio quando stanno per avere il primo bambino, a causa di alcuni equivoci: lei deve fare i conti con una assistita del marito interessata a rapporti non solo professionali, mentre lui si vede insinuare il dubbio su chi sia il padre del bambino a causa del suo uso costante di un tipo di preservativo "sicuro" e degli atteggiamenti ambigui del loro medico; inoltre hanno a che fare con due amici coniugati da alcuni anni con dei problemi matrimoniali per presunte infedeltà, hanno difficoltà sul lavoro lei col capo donna per un profumo e lui con un cliente cinico che si vuole approfittare della propria moglie. Alla fine tutte le cose si sistemeranno proprio al momento del parto.